# KZ-Lagerordnung

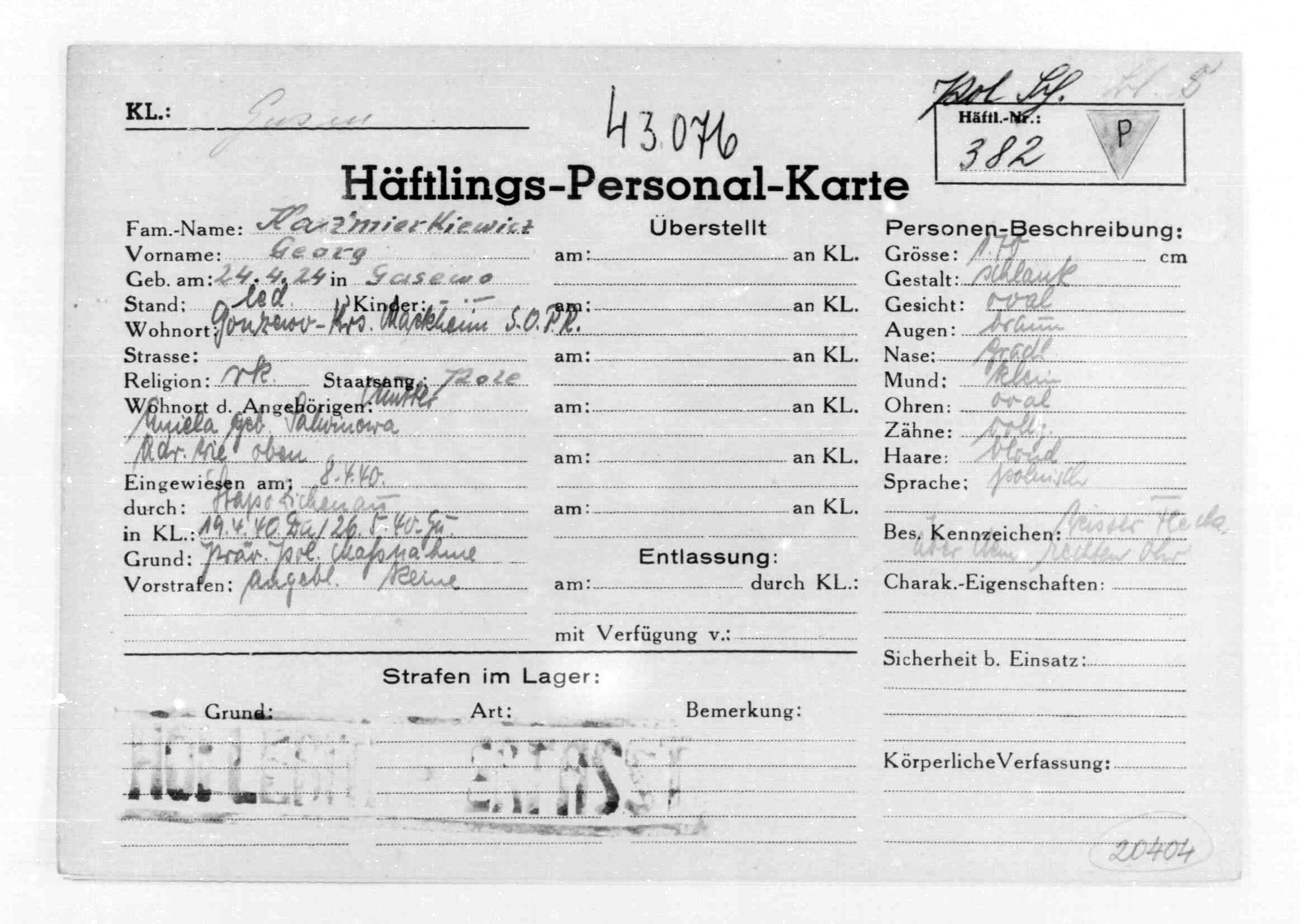
Häftlings-Karteikarte mit Vermerk zu Strafen im Lager

Die Lagerordnung, auch Strafkatalog genannt, war zur Zeit des Nationalsozialismus eine Reihe von Vorschriften für KZ-Häftlinge. Sie galt ab 1934 einheitlich in den SS-Konzentrationslagern auf Reichsgebiet. Die SS-Wachtruppen waren angewiesen, Verstöße gegen die Lagerordnung der Lagerleitung zu melden. Den Ablauf des sogenannten Strafverfahrens regelte die zentrale Stelle Inspektion der Konzentrationslager (IKL). Die Bestrafung erfolgte ohne Überprüfung der Beschuldigungen, bzw. ohne Möglichkeit zur Rechtfertigung (vgl. Prozedur des Strafverfahrens).

## Entstehung
In fast allen frühen, wilden Lagern entstanden Lagerordnungen, die abgeleitet waren aus den gängigen Vorschriften von Polizei- und Justizgefängnissen. In manchen Lagern war das Rauchen verboten, in anderen durften Lebensmittelpakete empfangen werden und Familienangehörige zu Besuch kommen. Größere Abweichungen zu geltendem Recht waren in diesen Lagerordnungen nicht festgehalten.
Im Unterschied zu den frühen, provisorischen Lagern war das Lager Dachau nach den Worten des Historikers Wolfgang Benz das erste auf Dauer angelegte Konzentrationslager. „Die frühen Lager hatten die Aufgabe, politische Gegner zu internieren, dort konnte man auch bequem Rache nehmen an den Gegnern von gestern. Dachau hat aber eine Sonderrolle, denn Dachau war nicht nur eines der allerfrühesten Konzentrationslager, es hat auch als Einziges dieser frühen Lager bis Ende April 1945 Bestand gehabt.“ Die früheren Lager unterschieden sich stark voneinander, sei es hinsichtlich Trägerschaft, Bewachungsmannschaften, Grad der Brutalität oder Verwaltungsstruktur. Körperstrafen waren in den Strafordnungen der frühen Lager nicht aufgeführt, mit Ausnahme des nicht verwirklichten Entwurfs von Lutze, Oberpräsident von Hannover: Dieser enthält Bestimmungen über Prügelstrafen „bis zu 10 Stockschläge auf das Gesäß“. Das Dokument ist allerdings datiert auf Januar 1934, also bereits nach Eickes Lagerordnung. Dachau wurde hingegen zum Vorbild aller späteren Konzentrationslager. Laut dem Historiker Benz war Dachau das Modell und die Retorte, in der das ganze KZ-System entwickelt wurde und wo das Personal für die anderen Lager trainiert worden sei. „In Dachau hat man die verbindliche Lagerordnung für alle Konzentrationslager entwickelt, Dachau war sozusagen das Trainingscamp für die Bewacher. Das KZ-System insgesamt ist ohne Dachau überhaupt nicht denkbar.“ Im Oktober 1933 führte KZ-Kommandant Theodor Eicke im KZ Dachau die Lagerordnung ein, die mit geringen Abweichungen in allen damals existierenden Lagern übernommen wurde und bis in die Kriegsjahre Bestand hatte, was zu einer ersten Systematisierung der Lager führte. Die Etablierung eines einheitlichen KZ-Systems begann dann mit der Übernahme der Zuständigkeit für die Konzentrationslager durch die SS nach der Röhm-Affäre im Jahr 1934.
Die Kontrolle über die frühen Lager hatte meist SA oder Gestapo inne. Das Lager Dachau jedoch stand unter Kontrolle der SS. Etwa im Mai 1933 verfasste der SS-Lagerkommandant Hilmar Wäckerle eine erste Lagerordnung für das KZ. Diese sprach in §18 „Sonderbestimmungen“ dem Amt Lagerkommandant die volle Gerichtsbarkeit zu, was ihm juristische Alleinherrschaft einbrachte und damit die weitgreifendste Veränderung war. Bei der Verhängung von Todesstrafen im Lager reichte nun das Urteil zweier SS-Männer, die der Kommandant selbst ernennen durfte. Eine Verteidigung des Beschuldigten war nicht schriftlich festgehalten. Die Exekutive, die Judikative und Legislative war nun gleichgeschaltet, die Trennung der Machtpositionen und ihre gegenseitige Kontrolle waren für diesen Ort damit abgeschafft. In diesem Lager sollte die dauerhafte Androhung der Todesstrafe den Ausnahmezustand bewusst ständig erhalten.
In keinem anderen frühen Lager wurden so viele politische Morde begangen wie im KZ Dachau, die ersten legalisierten Morde fanden hier statt. Aufgrund eines Ermittlungsverfahrens der Staatsanwaltschaft bezüglich der ersten Morde in Dachau sah sich Himmler gezwungen, Wäckerle abzuberufen. Stattdessen hob er nun Theodor Eicke in dieses Amt: einen fanatischen SS-Oberführer, den Himmler noch kurz zuvor, im März 1933, wegen starker Gewalttätigkeiten zu psychiatrischen Untersuchungen in eine Klinik hatte einliefern lassen.

## Zentral gültige Fassung

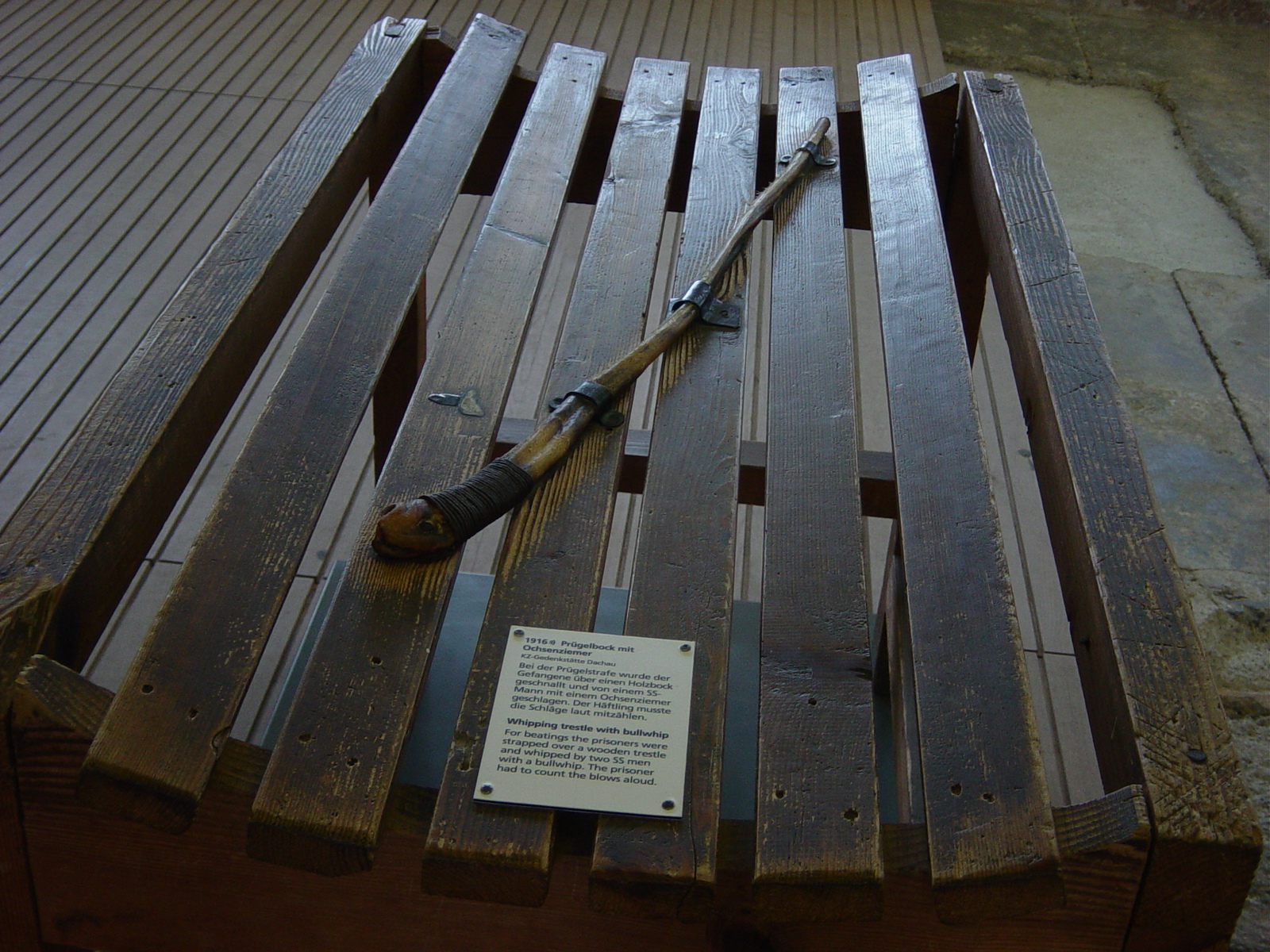
Der Prügelbock des KZ Dachau

Ein halbes Jahr später, am 1. Oktober 1933, verfasste Kommandant Eicke eine zweite Fassung der Lagerordnung, zudem die Postenpflicht. Diese zweite Fassung der Lagerordnung führte Körperstrafen (Prügelstrafe) ein. Hatte Wäckerle zuvor den Staat im Staat erschaffen, so schuf Eicke nun ein Dokument, das Gewalt und Mord an politischen Gegnern zur Angelegenheit der NSDAP machte, ausgeführt durch ihre SS.
In den frühen Jahren der NS-Regierung hatte die SS kaum Lager. Das erste KZ der SS war Dachau. Es lag der Hauptstadt der Bewegung, wie Hitler München nannte, räumlich sehr nahe. Der improvisierte Betrieb der anfänglichen kleinen, „wilden“ Lager stand unter Kontrolle von SA, Gestapo oder staatlichen Behörden. Erst nach der Entmachtung der SA im Sommer 1934 wurde die SS eine selbstständige Organisation.
Nun konnte sie, ohne Konkurrenz der SA, unter Leitung ihres Reichsführers SS Himmler das systematische Errichten von neu erbauten, großen Konzentrationslagern beginnen. Alle KZ der SS sollten wie das bewährte Vorbild Dachau zu einem „Staat im Staat“ werden: abgeschirmte Terrororte, mit eigenen Gesetzen und Richtern, ohne Verteidigung, mit eigener ausführbarer Gewalt.
Ab 1934 wurde nachfolgende Lagerordnung für alle KZ der SS gültig.

## Inhalt
Konzentrationslager Dachau
Kommandantur, 1.10.1933
Disziplinar- u. Strafordnung für das Gefangenenlager
Einleitung
Im Rahmen der bestehenden Lagervorschriften werden zur Aufrechterhaltung der Zucht und Ordnung für den Bereich des Konzentrationslagers Dachau nachstehende Strafbestimmungen erlassen.
Diesen Bestimmungen unterliegen alle Gefangenen des K.L.D. vom Zeitpunkt der Einlieferung an bis zur Stunde der Entlassung.
Die vollziehende Strafgewalt liegt in den Händen des Lagerkommandanten, welcher für die Durchführung der erlassenen Lagervorschriften dem Politischen Polizeikommandeur persönlich verantwortlich ist.
Toleranz bedeutet Schwäche. Aus dieser Erkenntnis heraus wird dort rücksichtslos zugegriffen werden, wo es im Interesse des Vaterlandes notwendig erscheint. Der anständige, verhetzte Volksgenosse wird mit diesen Strafbestimmungen nicht in Berührung kommen. Den politisierenden Hetzern und intellektuellen Wühlern – gleich welcher Richtung – aber sei gesagt, hütet euch, dass man euch nicht erwischt, man wird euch sonst nach den Hälsen greifen und nach eurem eignen Rezept zum Schweigen bringen.
§1
Mit drei Tagen strengem Arrest wird bestraft: 
1. Wer nach dem Weckruf nicht sofort die Schlafstelle verlässt oder das Bett oder die Stube nicht in Ordnung bringt.
§2
Mit fünf Tagen strengem Arrest wird bestraft: 
1. Wer bei Vernehmungen und Verhör wissentlich die Unwahrheit sagt.
2. Wer in dem Lager ohne Berechtigung Zivilkleider trägt.
§3
Mit fünf Tagen strengem Arrest und mehrwöchentlicher Strafarbeit wird bestraft: 
1. Wer einem Zählappell oder einem Appell zur Arbeitseinteilung ohne Grund oder Genehmigung seines Stationsführers fernbleibt.
2. Wer sich ohne Grund zum Arzt meldet oder nach erfolgter Krankmeldung nicht unverzüglich den Arzt aufsucht, ferner, wer ohne Wissen des Stationsführers sich zum Arzt oder Zahnarzt meldet oder das Revier aufsucht.
§4
Mit 8 Tagen strengem Arrest wird bestraft: 
1. Wer zum Zwecke der Beschwerden Unterschriften sammelt.
2. Wer einen falschen Rapport, eine wesentlich falsche Meldung oder eine unbegründete Beschwerde erstattet oder vorbringt.

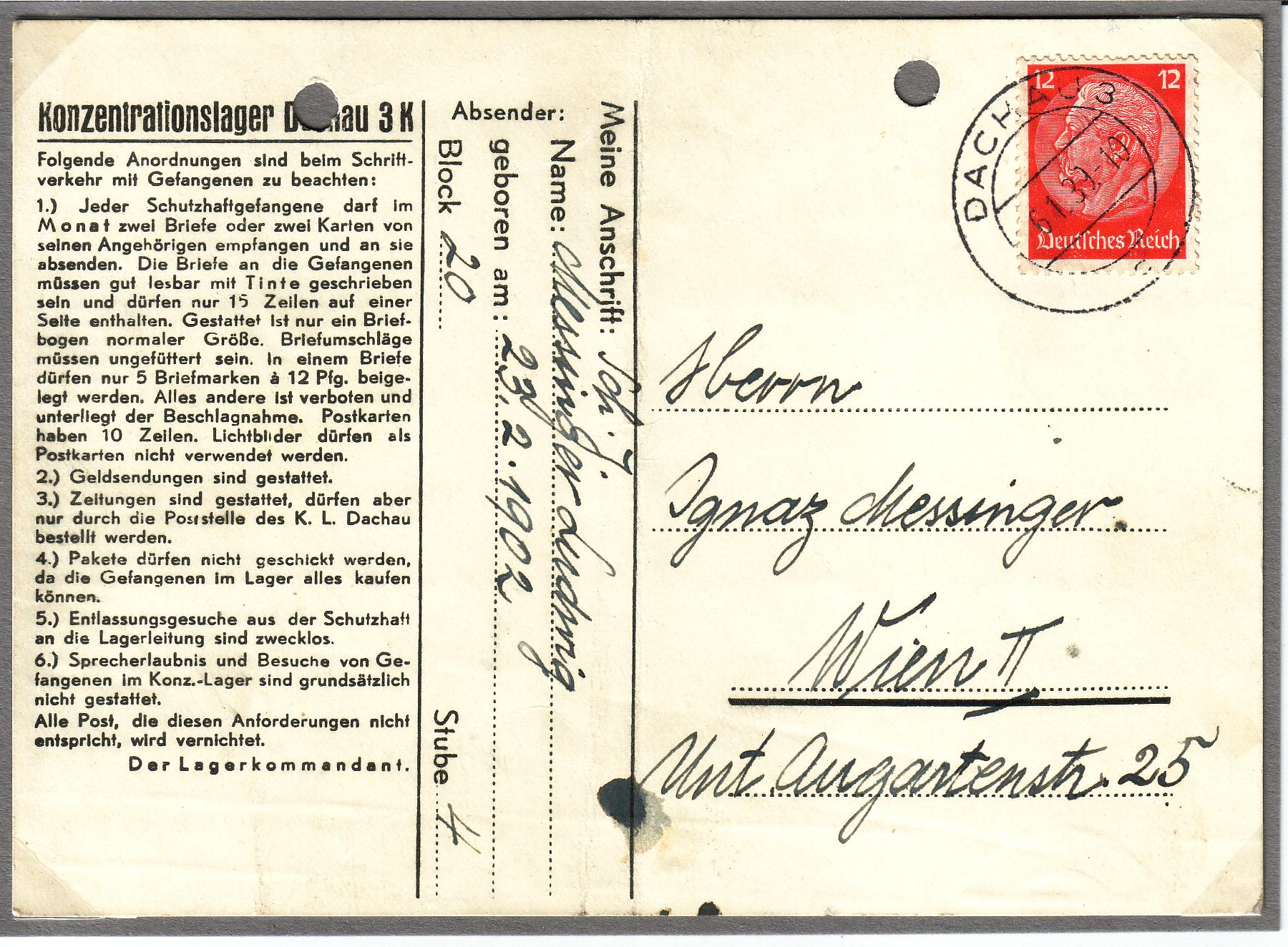
Häftlings-Postkarte

3. Wer mehr als 2 Briefe oder 2 Postkarten im Monat schreibt oder zur Erlangung dieses Zweckes unter falschen Namen schreibt.
4. Wer als Stubenältester Gefangenen anderer Stationen oder Stuben den Aufenthalt innerhalb einer Belegschaft gestattet.
5. Wer sich unbefugt in einem fremden Saal, auch innerhalb der eigenen Station, aufhält.
6. Wer sich nicht in die allgemeine Stationsordnung fügt, johlt, schreit oder sich ungebührlich benimmt.
7. Wer als Stubenältester innerhalb seines Ordnungsbereiches Ungeziefer (Wanzen, Läuse, Filzläuse usw.) aufkommen lässt: wird dieser Zustand bewusst herbeigeführt oder auf andere Stationsäle übertragen, dann kommt Sabotage in Betracht.
8. Wer mit einer ansteckenden oder übertragbaren Krankheit behaftet ist und bei der Einlieferung keine Anzeige erstattet.
9. Wer erhaltene Bekleidungs- und Ausrüstungsstücke vorsätzlich beschädigt, nicht reinigt und in Ordnung hält; außerdem wird er zum Schadenersatz herangezogen.
10. Wer als Beauftragter bei der Essenausgabe Mitgefangene bevorzugt oder politisch andersgesinnte Gefangene benachteiligt.
§5
Mit 8 Tagen strengem Arrest und mit mehrwöchentlicher Strafarbeit wird bestraft: 
1. Wer sich vor der Arbeit drückt oder zur Zwecke des Nichtstuns körperliche Gebrechen vorschützt oder Krankheiten.
2. Wer ohne Befehl eine Arbeitsstätte oder Werkstatt verlässt, vorzeitig einrückt, seine Abmeldung beim aufsichtsführenden SS-Mann unterlässt, sich beim Verlassen bei einem Mitgefangenen abmeldet.
§6
Mit 8 Tagen strengem Arrest und mit je 25 Stockhieben zu Beginn und am Ende der Strafe wird bestraft: 
1. wer einem SS-Angehörigen gegenüber abfällige oder spöttische Bemerkungen macht, die vorgeschriebene Ehrenbezeugung absichtlich unterlässt, oder durch sein sonstiges Verhalten zu erkennen gibt, dass er sich dem Zwange der Zucht und Ordnung nicht fügen will,
2. wer als Gefangenen-Feldwebel, als Gefangenen-Korporalschaftsführer oder als Vorarbeiter die Befugnisse als Ordnungsmann überschreitet, sich die Rechte eines Vorgesetzten anderen Gefangenen gegenüber anmaßt, gleichgesinnten Gefangenen Vorteile in der Arbeit oder auf andere Weise verschafft, politisch anders gesinnte Mitgefangene schikaniert, falsche Meldungen über sie erstattet, oder sonst wie benachteiligt.
§7
Mit 14 Tagen strengem Arrest wird bestraft: 
1. Wer eigenmächtig ohne Befehl des Kompanieführers die für ihn bestimmte Unterkunft mit einer anderen vertauscht, oder Mitgefangene dazu anstiftet oder verleitet,
2. wer auslaufenden Wäschepaketen verbotene oder im Lager hergestellte Gegenstände beifügt, darin versteckt, oder in Wäschestücken usw. einnäht,
3. wer Baracken, Unterkünfte, oder andere Gebäude außerhalb der vorgeschriebenen Eingänge betritt oder verläßt, durch Fenster oder vorhandene Öffnungen kriecht,
4. wer in den Unterkünften, Aborten und an feuergefährlichen Orten raucht, oder feuergefährliche Gegenstände an solchen Orten aufbewahrt oder niederlegt. Ist infolge Außerachtlassung dieses Verbots ein Brand entstanden, dann wird Sabotage angenommen.
§8
Mit 14 Tagen strengem Arrest und mit 25 Stockhieben zu Beginn und am Ende der Strafe werden bestraft: 
1. Wer das Gefangenenlager ohne Begleitperson verlässt oder betritt, wer unbefugt sich einer ausmarschierenden Arbeitskolonne anschließt,
2. wer in Briefen oder sonstigen Mitteilungen abfällige Bemerkungen über nationalsozialistische Führer, über Staat und Regierung, Behörden und Einrichtungen zum Ausdruck bringt, marxistische oder liberalistische Führer oder Novemberparteien verherrlicht, Vorgänge im Konzentrationslager mitteilt,
3. wer verbotene Gegenstände, Werkzeuge, Hieb- und Stoßwaffen in seiner Unterkunft oder in Strohsäcken aufbewahrt.
§9
Mit 21 Tagen strengem Arrest wird bestraft: 
Wer staatseigene Gegenstände, gleich welcher Art, vom vorgeschriebenen Ort nach einem anderen verschleppt, vorsätzlich beschädigt, zerstört, verschleudert, umarbeitet, oder zu einem anderen als vorgeschriebenen Zweck verwendet; abgesehen von der Strafe haftet nach Umständen der Einzelne oder die gesamte Gefangenenkompanie für den entstandenen Schaden.
§10

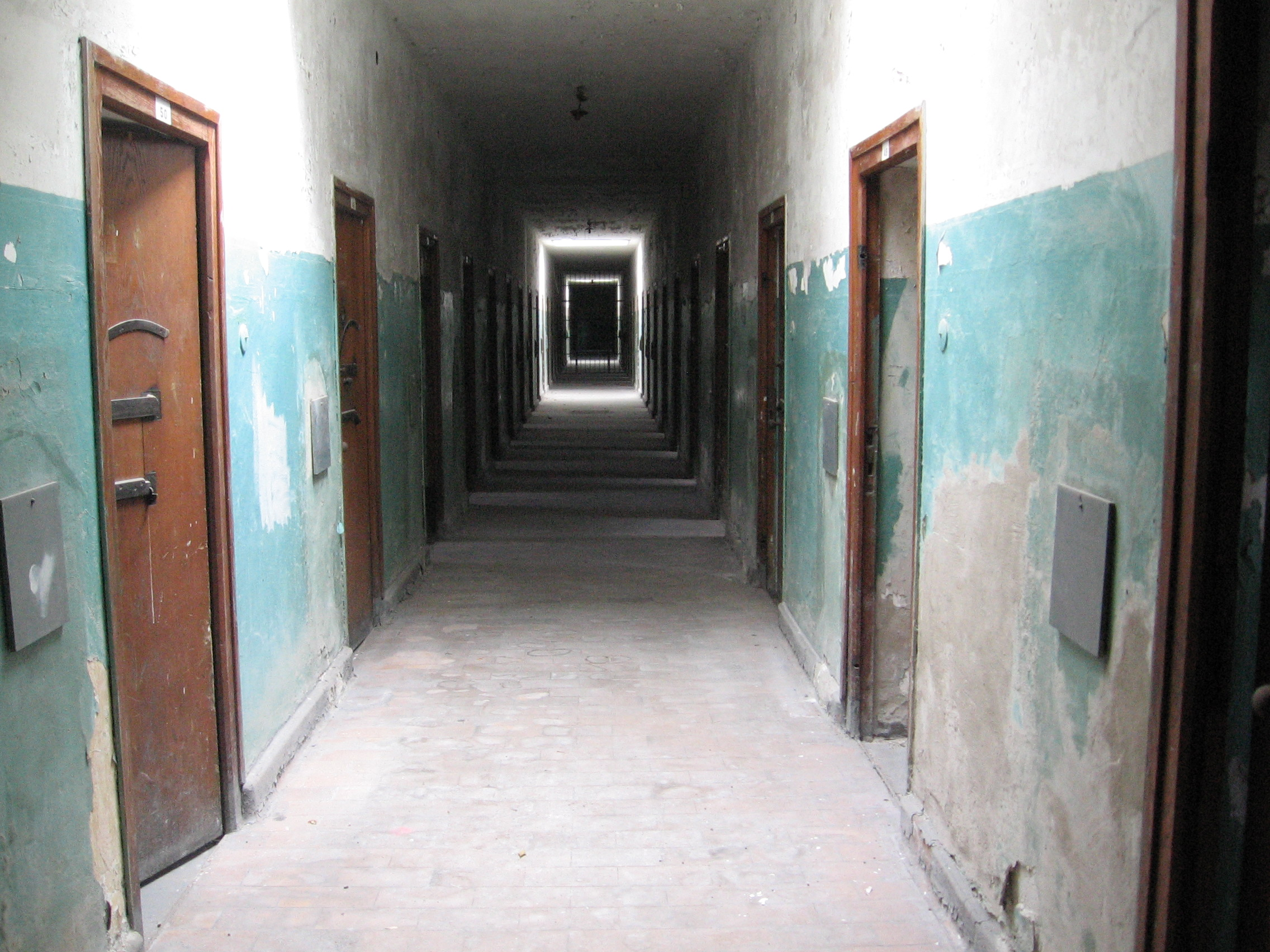
Der Bunker im KZ Dachau – Verwahrung in Einzelhaft

Mit 42 Tagen strengem Arrest oder dauernder Verwahrung in Einzelhaft wird bestraft: 
1. Wer Geldbeträge im Lager ansammelt, verbotene Bestrebungen in- oder außerhalb des Lagers finanziert, oder Mitgefangene durch Geld gefügig macht, oder zum Schweigen verpflichtet,
2. wer Geldbeträge, die aus verbotenen Sammlungen der roten Hilfe stammen, sich schicken lässt, oder an Mitgefangene verteilt,
3. wer Geistlichen Mitteilungen macht, welche außerhalb des Rahmens der Seelsorge liegen, Briefe oder Mitteilungen zur Weitergabe zusteckt, den Geistlichen zu verbotenen Zwecken zu gewinnen sucht,
4. die Symbole des nationalsozialistischen Staates oder die Träger derselben verächtlich macht, beschimpft, oder auf andere Weise missachtet.
§11
Wer im Lager, an der Arbeitsstelle, in den Unterkünften, in Küchen und Werkstätten, Aborten und Ruheplätzen zum Zwecke der Aufwiegelung politisiert, aufreizende Reden hält, sich mit anderen zu diesem Zwecke zusammenfindet, Cliquen bildet, oder umhertreibt, wahre oder unwahre Nachrichten zum Zwecke der gegnerischen Greuelpropaganda über das Konzentrationslager oder dessen Einrichtungen sammelt, empfängt, vergräbt, weiter erzählt an fremde Besucher oder an andere weitergibt, mittels Kassiber oder auf andere Weise aus dem Lager hinausschmuggelt, Entlassenen oder Überstellten schriftlich oder mündlich mitgibt, in Kleidungsstücken oder anderen Gegenständen versteckt, mittels Steine usw. über die Lagermauer wirft, oder Geheimschriften anfertigt, ferner wer zum Zwecke der Aufwiegelung auf Barackendächer und Bäume steigt, durch Lichtsignale oder auf andere Weise Zeichen gibt oder nach außen Verbindung sucht, oder wer andere zur Flucht oder zu einem Verbrechen verleitet, hierzu Ratschläge erteilt oder durch andere Mittel unterstützt, wird kraft revolutionären Rechts als Aufwiegler gehängt! 
§12

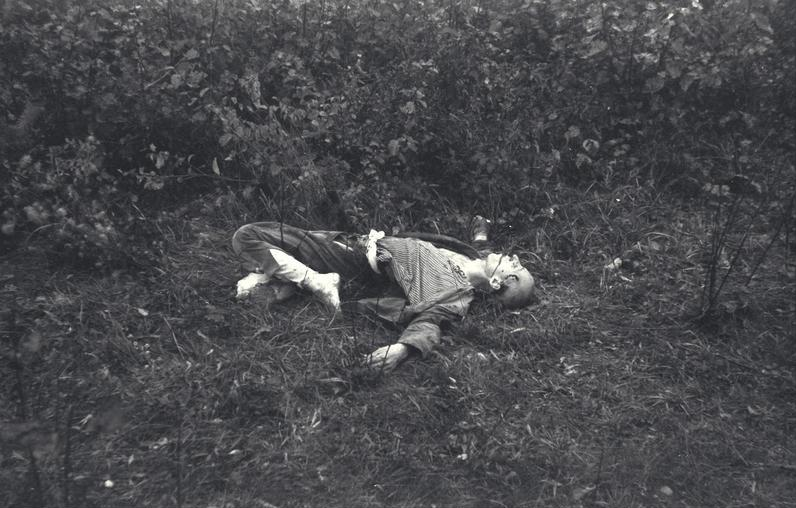
Erschossener Häftling des KZ Mauthausen

Wer einen Posten oder SS-Mann tätlich angreift, den Gehorsam oder an der Arbeitsstelle die Arbeit verweigert, andere zum Zwecke der Meuterei zu den gleichen Taten auffordert oder verleitet, als Meuterer eine Marschkolonne oder eine Arbeitsstätte verlässt, andere dazu auffordert, während des Marsches oder der Arbeit johlt, schreit, hetzt oder Ansprachen hält, wird als Meuterer auf der Stelle erschossen oder nachträglich gehängt.
§13
Wer vorsätzlich im Lager, in den Unterkünften, Werkstätten, Arbeitsstätten, in Küchen, Magazinen usw. einen Brand, eine Explosion, einen Wasser- oder einen sonstigen Sachschaden herbeiführt, ferner wer am Drahthindernis, an einer Starkstromleitung in einer Schaltstation, an Fernsprech- oder Wasserleitungen, an der Lagermauer oder sonstigen Sicherheitseinrichtungen, an Heizungs- oder Kesselanlagen, an Maschinen oder Kraftfahrzeugen Handlungen vornimmt, die dem gegebenen Auftrag nicht entsprechen, wird wegen Sabotage mit dem Tode bestraft. 
Geschah die Handlung aus Fahrlässigkeit, dann wird der Schuldige in Einzelhaft verwahrt. In Zweifelsfällen wird jedoch Sabotage angenommen.
§14
Wer einem SS-Mann oder Posten Geschenke anbietet, ihn mit Geschenken, Geld oder anderen Mitteln zu gewinnen sucht, Handlungen zum Zwecke der Zersetzung der SS-Truppe vornimmt, in Gegenwart eines Postens oder SS-Mannes politische Gespräche anknüpft, den Marxismus bezw. eine andere Novemberpartei oder deren Führer verherrlicht, abfällige Bemerkungen über die SS, SA, den nationalsozialistischen Staat, seinen Führer und seine Einrichtungen macht, oder sich sonst widerspenstig zeigt, ferner wer im Lager verbotene Gegenstände zur Zwecke des Kassiberschmuggels oder zu Angriffszwecken herstellt oder an andere weitergibt, wird wegen Gemeingefährlichkeit dauernd in Einzelhaft verwahrt. Eine Entlassung für solche Personen kommt nicht in Frage.
§15
Wer sich wiederholt von der Arbeit drückt, trotz vorhergehender Verwarnung den Appellen zur Arbeitseinteilung oder den Zählappellen fernbleibt, sich dauernd ohne Grund zu Arzt oder Zahnarzt meldet, körperliche Leiden oder Gebrechen vorschützt nicht ausrückt, dauernd faul und träge sich benimmt, beanstandet wurde, anstößige Briefe schreibt, Mitgefangene bestiehlt, schlägt, wegen ihrer Gesinnung schikaniert, verspottet oder lächerlich macht, wird wegen Unverbesserlichkeit mit dauernder Strafarbeit, mit Arrest, mit Strafexerzieren oder mit Prügel bestraft.
§16
Wer nach Eintritt des Zapfenstreichs sich außerhalb seiner Unterkunft bewegt, mit anderen einen Haufen bildet, auf die Aufforderung eines SS-Mannes nicht sofort auseinandergeht, nach Eintritt des Alarms nicht sofort seine Unterkunft aufsucht oder während der Dauer des Alarms die Station verlässt oder die Fenster öffnet, wird vom nächststehenden SS-Mann oder Posten beschossen. 
§17

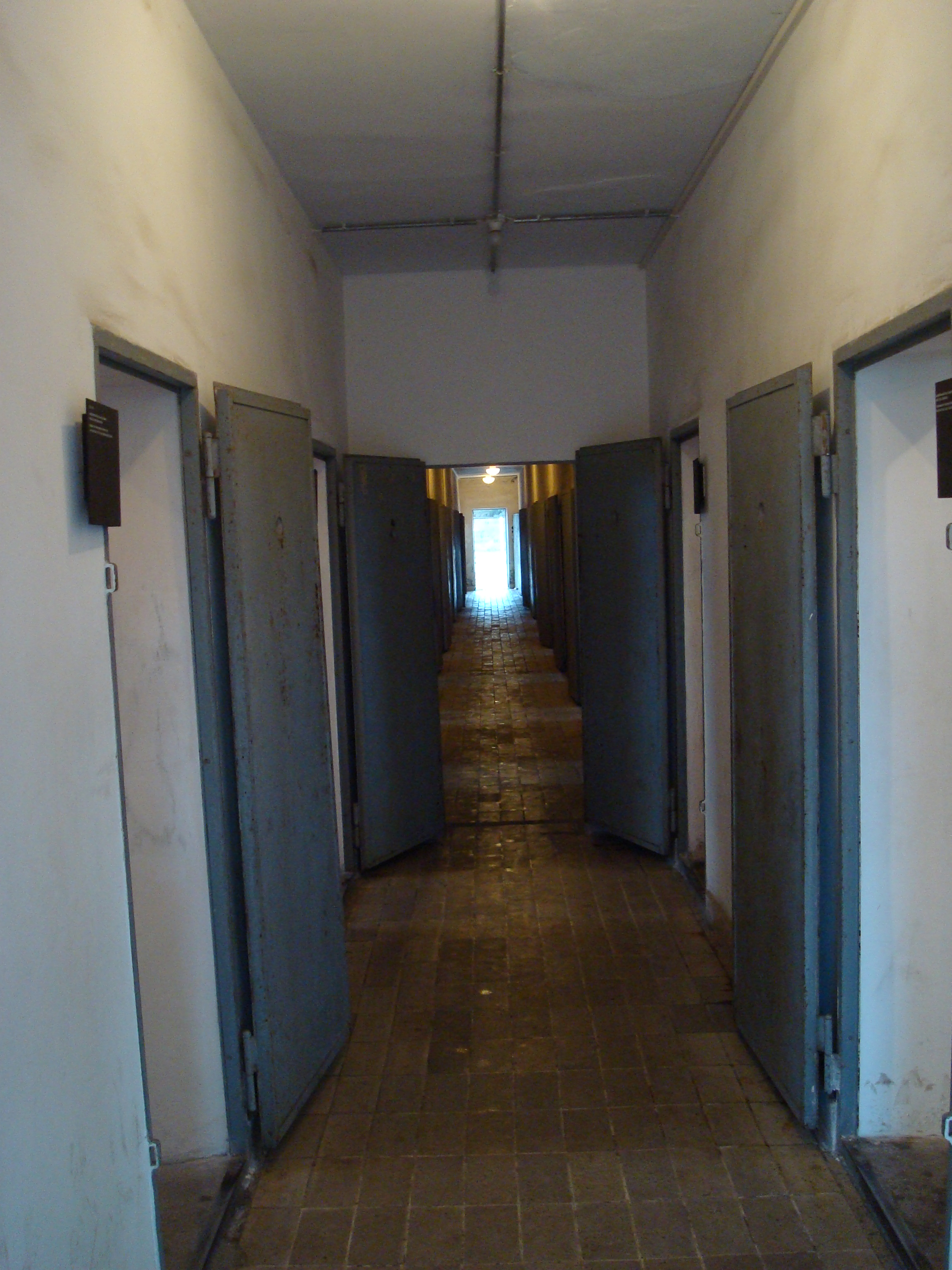
Arrest im KZ Sachsenhausen

Wer verbotene Gegenstände (Werkzeuge, Messer, Feilen usw.) mit sich führt oder unbefugt Zivilkleidung trägt, kann wegen Fluchtverdachts in Einzelhaft verwahrt werden.
§18
Wer als Stubenältester, als Vorarbeiter oder als Gefangener von dem Vorhaben oder Verdacht eine Aufwiegelung, Meuterei, Sabotage oder sonstigen strafbaren Handlung Kenntnis erhält, wird, falls er seine Kenntnisse nicht sofort zur Meldung bringt, als Täter bestraft. Der Anzeigende wird wegen Erstattung einer falschen Meldung nicht zur Verantwortung gezogen, wenn er durch besondere Umstände getäuscht worden ist.
§19
Arrest wird in einer Zelle, bei hartem Lager, bei Wasser und Brot vollstreckt. Jeden 4. Tag erhält der Häftling warmes Essen. Strafarbeit umfasst harte körperliche oder besonders schmutzige Arbeit, die unter besonderer Aufsicht durchgeführt wird.
Als Nebenstrafen kommen in Betracht:
Strafexerzieren, Prügelstrafe, Postsperre, Kostentzug, hartes Lager, Pfahlbinden, Verweis und Verwarnungen. Sämtliche Strafen werden aktlich vermerkt.
Arrest und Strafarbeit verlängern die Schutzhaft um mindestens 8 Wochen; eine verhängte Nebenstrafe verlängert die Schutzhaft um mindestens 4 Wochen. In Einzelhaft verwahrte Häftlinge kommen in absehbarer Zeit nicht zur Entlassung.
Der Kommandant des Konzentrationslagers
gez. Eicke SS-Oberführer.